# Герб Лесозаводска
Герб Лесозаводского городского округа Приморского края Российской Федерации.
Герб утверждён Решением № 369 Думы Лесозаводского городского округа 2 октября 2006 года

## Описание герба
«Поле щита разбито левой золотой перевязью на зелень и лазурь, поверх всего — пурпурный цветок лотоса. В вольной части — герб Приморского края».

Герб может существовать в двух равноправных версиях: полной — с вольной частью, упрощённой — без вольной части.

## Описание символики
Лазурь — показывает, что городской округ расположен на берегу одной из крупнейших рек Дальнего Востока — реки Уссури и окружён реликтовыми озёрами, где произрастает лотос, также это цвет воды и неба, символизирует красоту и величие;
Золото — символ богатства недр, флоры и фауны городского округа, справедливости и великодушия;
Зелень — символизирует богатую природу и лесные богатства городского округа, также это цвет свободы, надежды, благополучия и изобилия;
Пурпурный цветок лотоса — принят символом Лесозаводского городского округа, также это символ долголетия и воскресения, достоинства, силы и могущества".

## История герба

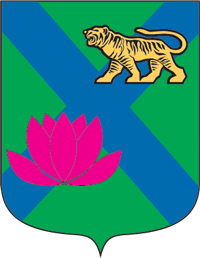
Герб Лесозаводска и Лесозаводского района (2001 год)

14 марта 2001 года Решением № 25 городской Думы Лесозаводска был утверждён герб муниципального образования город Лесозаводск и Лесозаводского района. и внесён в Государственный геральдический регистр Российской Федерации с присвоением регистрационного номера 3397.
Герб имел следующее описание: «В зелёном поле щита с тонко окаймлённым золотом лазоревым (синим, голубым) Андреевским крестом в левом верхнем углу — стоящий золотой тигр, в правом нижнем углу — пурпурный цветок лотоса, тонко окаймлённый золотом».
Обоснование символики герба гласило: «В основе герба лежит композиция герба Приморского края (лазоревый андреевский крест в зелёном поле и негеральдическая фигура уссурийского тигра).
Изображённый цветущий лотос в правом нижнем углу щита принят символом города Лесозаводска и Лесозаводского района. Чистая экологическая среда, реликтовые озера, где произрастает лотос, окружают город Лесозаводск.
Изображение в гербе величественного цветения архаического растения в композиции с уссурийским тигром символизируют богатства района, его региональную принадлежность, что соответствует одному из основных правил геральдики».
В 2004 году муниципальное образование город Лесозаводск и Лесозаводский район было наделено статусом городского округа.
Лесозаводский район был упразднён.
В 2006 году по рекомендации Геральдического Совета при Президенте РФ герб Лесозаводска и Лесозаводского района был доработан.
2 октября 2006 года герб нового муниципального образования — Лесозаводского городского округа был утверждён решением Думы округа.
Основу герба городского округа составила композиция герба города и района, утверждённого в 2001 году, но без Андреевского креста и тигра.